# Adam Goldberg
Adam Charles Goldberg (født 25. oktober 1970) er en amerikansk skuespiller, instruktør og producer.

## Udvalgt filmografi
- Mr. Saturday Night (1992) som Eugene Gimbel
- Venner (1996) som Eddie Menuek